# Arabidopsis lyrata
Arabidopsis lyrata är en korsblommig växtart som först beskrevs av Carl von Linné, och fick sitt nu gällande namn av O'kane och Al-shehbaz. Arabidopsis lyrata ingår i släktet backtravar, och familjen korsblommiga växter.

## Underarter
Arten delas in i följande underarter:
- A. l. kamchatica
- A. l. lyrata
- A. l. petraea

## Bildgalleri

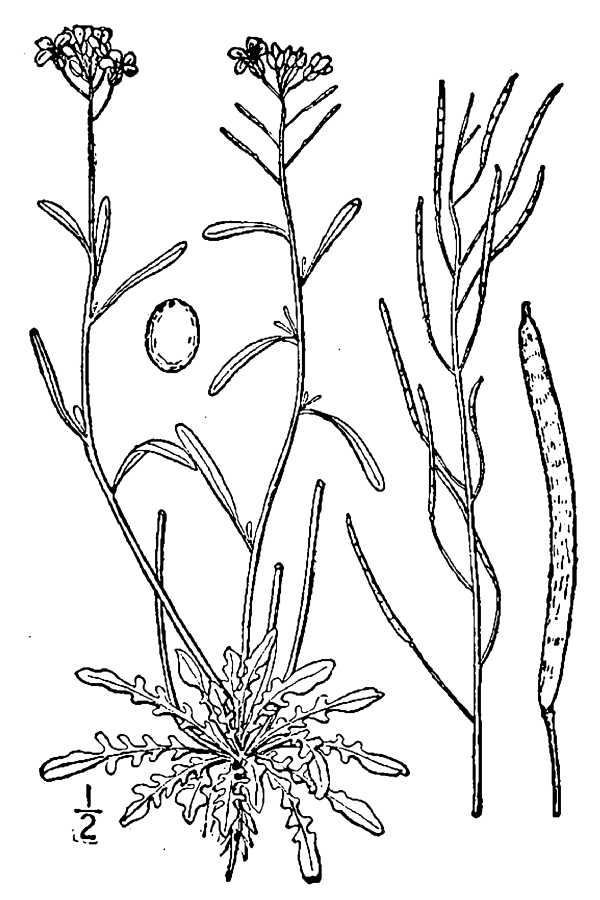